# Lars Vågberg
Lars Magnus Vågberg (né le 30 janvier 1967 à Sollefteå, en Suède) est un curleur suédois, norvégien depuis 1997.
Il est le beau-frère du curleur Pål Trulsen.

## Palmarès

### Jeux olympiques
| Édition    | Salt Lake City 2002 | Turin 2006 |
| Classement | Or                  | 5e         |

### Championnats du monde
| Édition    | Garmisch-Partenkirchen 1992 | Berne 1997 | St John 1999 | Glasgow 2000 | Lausanne 2001 | Bismarck 2002 | Winnipeg 2003 | Gävle 2004 | Victoria 2005 |
| Classement | 7e                          | 7e         | 5e           | 7e           | Bronze        | Argent        | Bronze        | 4e         | 4e            |